# パーティ (イギー・ポップのアルバム)
『パーティ』は、アメリカ合衆国のミュージシャン、イギー・ポップの5枚目のソロ・スタジオ・アルバム。1981年8月にレコード会社アリスタから発売された。パティ・スミス・グループでベーシスト、ギタリストとして活躍したアイヴァン・クラールとのコラボレーションによって制作された。

## プロダクション

### 経緯
本作はプレッシャーとストレスの中でレコーディング準備が行われた。
プレッシャーはレコード会社アリスタからのもので、前作『ソルジャー』が予算超過したことから、本作はイギーへの過大投資を正当化するために、アリスタで制作されたこれまでの2作（『ニュー・ヴァリューズ』、『ソルジャー』）以上にヒットすることが求められた。
ストレスは過酷なスケジュールからきており、この時期（1980年2月から5月）のイギーとバックバンドは1日か2日おきにライブを開催するといった過酷なツアーを続けていたことから、本人もバンドメンバーも疲弊していた。
そのような苦境の中で、ツアー終了後、1ヶ月程度の休暇を経た1980年夏頃からイギーとクラールはレコーディング場所のレコード・プラント・スタジオの近所にあったニューヨークのイロコイホテルに滞在してレコーディングの準備を行なった。

### レコーディング
レコーディングは1980年8月に行われた。
アリスタは、クラールも参加していたパティ・スミス・グループのヒット曲「ビコーズ・ザ・ナイト」でエンジニアを担当したトム・パヌンツィオをプロデューサーとして起用し、本作でも同様のヒットを狙ったが、完成したアルバムを聞いたアリスタのマネージングディレクター、チャールズ・レヴィンソンは、今回の体制が失策だったと判断した。
その後、本作を救済するためのプロデューサーを探し回ったレヴィンソンは、面識のあったモンキーズの元プロデューサー、トミー・ボイスに声をかけ、イギーとクラールに要望して追加作曲させた「バン・バン」、オールディーズのカバー「シー・オブ・ラブ」「タイム・ウォント・レット・ミー」のプロデュースを担当させた。

### エピソード
レコーディングに参加したベーシストのマイケル・ペイジによると、トム・パヌンツィオがプロデュースしたレコーディング現場ではイギーはふざけた行動を繰り返して、やる気を見せなかったという。一方、後任プロデューサーのトミー・ボイスはイギーと馬が合ったが、これは二人とも同じコカイン依存だったからというだけで、二人揃ってのコカイン吸引のためにクラールの作業を止めてしまうため、この良好な関係もスタジオワークには悪影響しかなかったという。
シングル向けの曲がないと考えたチャールズ・レヴィンソンが「バン・バン」の追加作曲を依頼した際に、これに応じたイギーはプロデューサーとしてフィル・スペクターかマイク・チャップマンを呼ぶように要望した。また、イギーは、この曲のアイデアは地元の書店で「ライトスタッフ」を読んで得たと主張している。
イギーにさまざまな注文をつけたチャールズ・レヴィンソンは、同時にアリスタ社内におけるイギーの擁護者でもあった。彼が本作リリース後の1981年夏にワーナー・ミュージック・グループに移籍すると、同じ時期にイギーはアリスタから契約更新はしないと正式に伝えられた

## スタイル
当時の流行だったカーズ風のニューウェーブやスカに挑戦し、イギー作品としては初となるホーンセクションの本格導入などを行なっている。

## リリース
1981年6月にリリースされ、同月にシングル「バン・バン」もリリースされている。
2000年にリマスター盤がリリースされ、ボーナストラックが2曲追加されている。

リマスター盤は2014年にも限定リリースされ、同時期にボーナストラックが含まれないヴァイナル盤もリリースされている。

### 日本でのリリース
1992年9月23日のCDリリースが日本初リリースとなった。
2007年7月25日に紙ジャケットのリマスター版が限定再リリースされている。
2014年にもCDがリリースされているが、これはボーナストラックが含まれない2013年リリースのUS盤を「国内流通盤」として販売したものである。

## 評価
| 専門評論家によるレビュー     | 専門評論家によるレビュー |
| レビュー・スコア             | レビュー・スコア         |
| 出典                         | 評価                     |
| ---------------------------- | ------------------------ |
| オールミュージック           | [ 12 ]                   |
| クリストガウ・レコードガイド | C+                       |

### メディアによる評価
本作は批評家からの評判は芳しくない。
ポップマターズのシャーロット・ロビンソンは、このアルバムを「奇妙な大惨事」と呼んだ。
オールミュージックのマーク・デミングは、「イギー・ポップの独特な誠実さの一部として、（ヒット作を出すために）魂を売り渡そうと挑戦するが、売る方法をわかっていないということがある。彼のキャリアの中で最も奇妙なアルバムの1つである『パーティ』がその証拠だ」と評している。
ロバート・クリストガウは「スタジオセッションのためにアップタウン・ホーンズに電話するほうが、歌詞を書くより時間がかかったに違いない。」と評し、低評価をつけた。
イギーの伝記作家、ポール・トリンカは本作を「退屈な作品」呼ぶとともに、レコーディングの背景についても言及し、「『パーティ』のストーリーには何とも言えない哀しさがある。かつてはジャングルの誇り高き王者だったが、今では鞭の音に合わせてサーカスのリングを回る、ノミに噛まれた哀れな遺物となってしまった歯抜けの老ライオンのようなものだった。」と評している。
アリスタのチャールズ・レヴィンソンは「うまくいかなかった。ジム（イギーの本名）に自信喪失させてしまった。」とマネジメントの失敗を認めている。
イギー本人は「全作中一番嫌いなアルバム」と評価している。

### チャートアクション
ビルボードトップ200で最高位166位。

## 後世への影響

### ミュージシャンの反応
デヴィッド・ボウイはアルバム『ネヴァー・レット・ミー・ダウン』で「バン・バン」をカバーした。

### メディアでの扱い
米ドラマ『CHUCK/チャック』の第2シーズン第6話「チャック VS 元カノ」に、登場人物のプレイリストに入っているという設定で「パンピン・フォー・ジル」が登場する。

## 日本との関係
カバーフォトは裏表とも日本の写真家、鋤田正義撮影によるもの。1977年に『イディオット』プロモーションツアーで来日した際、デヴィッド・ボウイとともに行ったフォトセッション時の写真が使われた。

## ライブ・パフォーマンス
本作の名を冠したツアーはリリース月と同じ1981年6月から開始され、同年9月まで続けられた。
ツアー終了前後にアリスタから契約更新の見送りを告げられることになり、さらにバンドマスターだったアイヴァン・クラールも同年7月31日にバンドを脱退してしまった。クラールの後任ギタリストは元ブロンディのゲイリー・ヴァレンタインが採用された。
10月末からツアーは再開するが、ツアー名称から本作の名称が外されて「フォロー・ザ・サン」と改められ、メンバーも変更になった。
ギタリストとしてデヴィッド・ボウイのパートナー的存在として知られるカルロス・アロマーが参加し、トリプルギター体制になるとともに、キーボードのリチャード・ソールが解雇され、後任は置かれなかった。さらにドラムスがダギー・バウンからブロンディのクレム・バークに変更された。
このメンバーによるツアーの模様は1983年に「Live In S.F」としてビデオ発売されている。
また、キース・リチャーズから声がかかり、ローリング・ストーンズのサポートアクトとして11月30日にポンティアック・シルバードームで開催されたスタジアムライブに出演した。
この時のイギーの衣装は革ジャンにミニスカートという組み合わせで、ミニスカートの下は下着なしでストッキングを履いており、事実上、局部を露出した状態だった。加えて登場してすぐに観客を罵倒し始めたため、激怒した観客たちによって大量のガラクタがステージ上に投げ込まれた。

## 収録曲
| #  | タイトル                                   | 作詞 | 作曲・編曲 | 作曲者                               | 時間 |
| -- | ------------------------------------------ | ---- | ---------- | ------------------------------------ | ---- |
| 1. | 「プレジャー」                             |      |            | イギー・ポップ、アイヴァン・クラール | 3:10 |
| 2. | 「ロックンロール・パーティ」               |      |            | イギー・ポップ、アイヴァン・クラール | 4:11 |
| 3. | 「エッグス・オン・プレイト」               |      |            | イギー・ポップ、アイヴァン・クラール | 3:41 |
| 4. | 「シンセリティ」                           |      |            | イギー・ポップ、アイヴァン・クラール | 2:38 |
| 5. | 「ヒューストン・イズ・ホット・トゥナイト」 |      |            | イギー・ポップ、アイヴァン・クラール | 3:30 |

| #   | タイトル                             | 作詞 | 作曲・編曲 | 作曲者                                   | 時間 |
| --- | ------------------------------------ | ---- | ---------- | ---------------------------------------- | ---- |
| 6.  | 「パンピン・フォー・ジル」           |      |            | イギー・ポップ、アイヴァン・クラール     | 4:30 |
| 7.  | 「ハッピー・マン」                   |      |            | イギー・ポップ、アイヴァン・クラール     | 2:19 |
| 8.  | 「バン・バン」                       |      |            | イギー・ポップ、アイヴァン・クラール     | 4:08 |
| 9.  | 「シー・オブ・ラヴ」                 |      |            | フィル・フィリップス、ジョージ・コーリー | 3:49 |
| 10. | 「タイム・ウォウント・レット・ミー」 |      |            | トム・キング、チェット・ケリー           | 3:22 |

| #   | タイトル                         | 作詞 | 作曲・編曲 | 作曲者                                 | 時間 |
| --- | -------------------------------- | ---- | ---------- | -------------------------------------- | ---- |
| 11. | 「スピーク・トゥ・ミー」         |      |            | イギー・ポップ、アイヴァン・クラール   | 2:39 |
| 12. | 「ワン・フォー・マイ・ベイビー」 |      |            | ハロルド・アーレン、ジョニー・マーサー | 4:05 |

## 参加メンバー
- イギー・ポップ – ヴォーカル
- アイヴァン・クラール – ギター、キーボード
- ロブ・デュプレイ – ギター
- マイケル・ペイジ – ベース
- ダギー・バウン – ドラム
- アップタウン・ホーンズ – ホーンセクション（英語版）（「プレジャー」「シンセリティ」「ヒューストン・イズ・ホット・トゥナイト」「ハッピー・マン」）